# Майський Врх
Майський Врх (словен. Majski Vrh) — поселення в общині Видем, Подравський регіон‎, Словенія.